# Oostertoegangsspoorbrug
De Oostertoegangsspoorbrug, beter bekend als de Oostelijke Onderdoorgang, is een spoorbrug aan de oostzijde van het Centraal Station in het centrum van Amsterdam. De brug voert over de Oostertoegang, het water dat de verbinding vormt tussen het Open Havenfront en het IJ. Er zijn wegen aan beide zijden van het water die uitkomen op De Ruijterkade. Aan de westelijke kant ligt het Stationsplein en aan de oostelijke kant het Oosterdokseiland. De brug bestaat uit vijf tweesporige bruggen naast elkaar waarvan een van beton. Deze combinatie van bruggen is bijzonder breed en over de bruggen lopen tien sporen van de Nederlandse Spoorwegen. Het eerste deel van de overbrugging werd in gebruik genomen in 1889 met de opening van het Centraal Station.
De naam van de brug verwijst naar de ligging van de brug ten opzichte van het station.
Kringtramlijn 22 reed tot 1944 met de klok mee onder het westelijk gedeelte van de brug. In 1950 werd opnieuw een kringlijn ingesteld nu echter als buslijn.
Sinds 2005 rijdt tram 26 onder het westelijk gedeelte van de brug. Sinds eind 2009 rijden de bussen naar het busstation IJ-zijde onder het westelijke gedeelte van de brug en van het busstation onder het oostelijk gedeelte van de brug.

## Stenen Leeuwen
Oorspronkelijk pronkten 22 stenen leeuwen op de spoorwegviaducten rond het Centraal Station. Ze werden in 1875 met de hand gehakt en stonden symbool voor de strijd tussen het rijk en de stad over de plaats van het station. Amsterdam wilde niet dat het station in het hart van de haven kwam omdat de scheepvaart onbelemmerde toegang moest houden tot de stad maar het station kwam toch op die plaats. Daarom zijn drie poorten gemaakt en daarop kwamen de leeuwen.
Door latere uitbreiding was er geen plaats meer voor en werden ze verwijderd en verkocht. Er wordt nu gepleit om twee exemplaren bij de Oostertoegang terug te plaatsen op de plek waar ze oorspronkelijk stonden. Er zijn er zestien door het hele land teruggevonden waarvan er nog vier in het Beatrixpark staan.

## Foto's

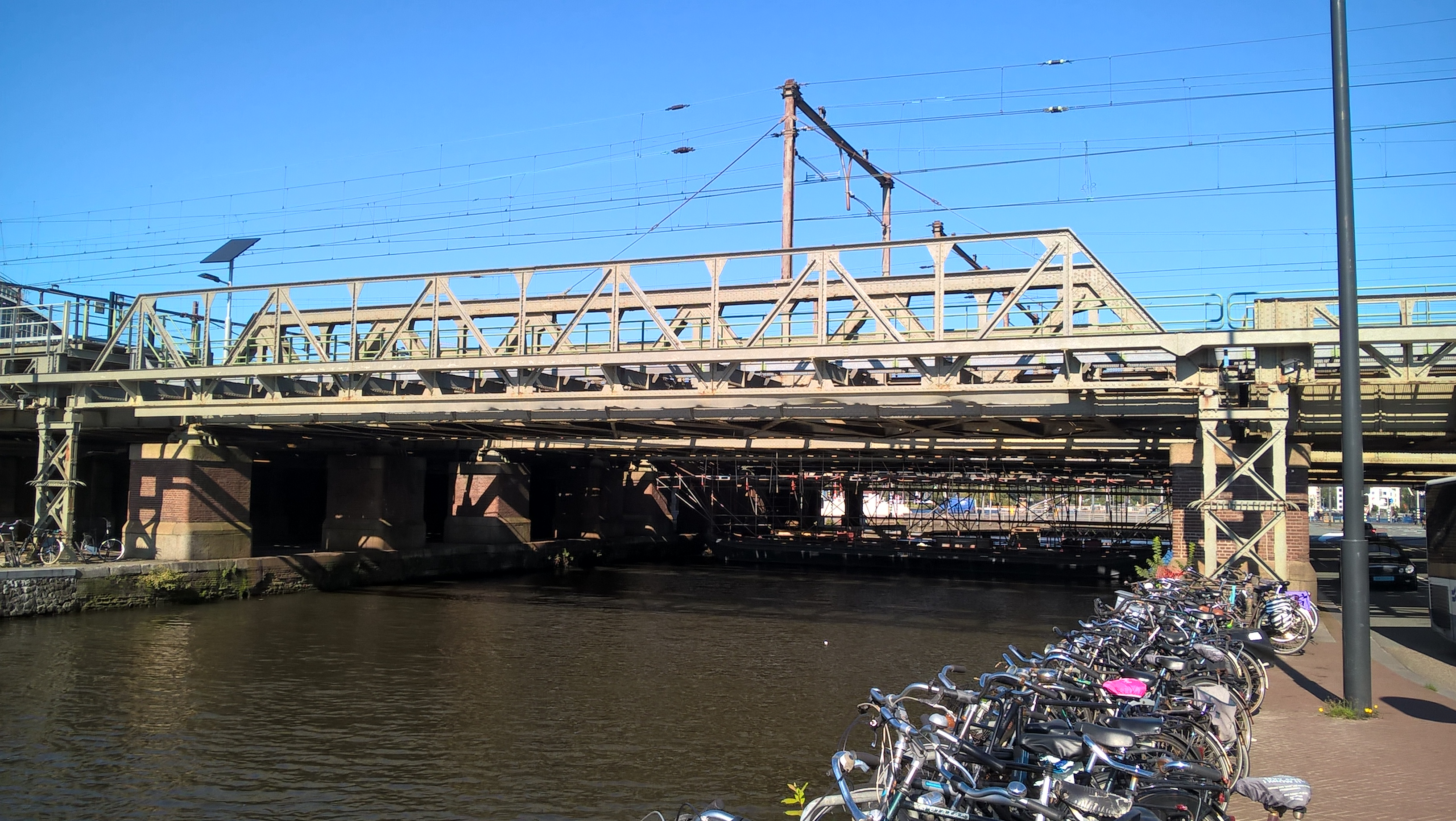
De hoofdoverspanning.
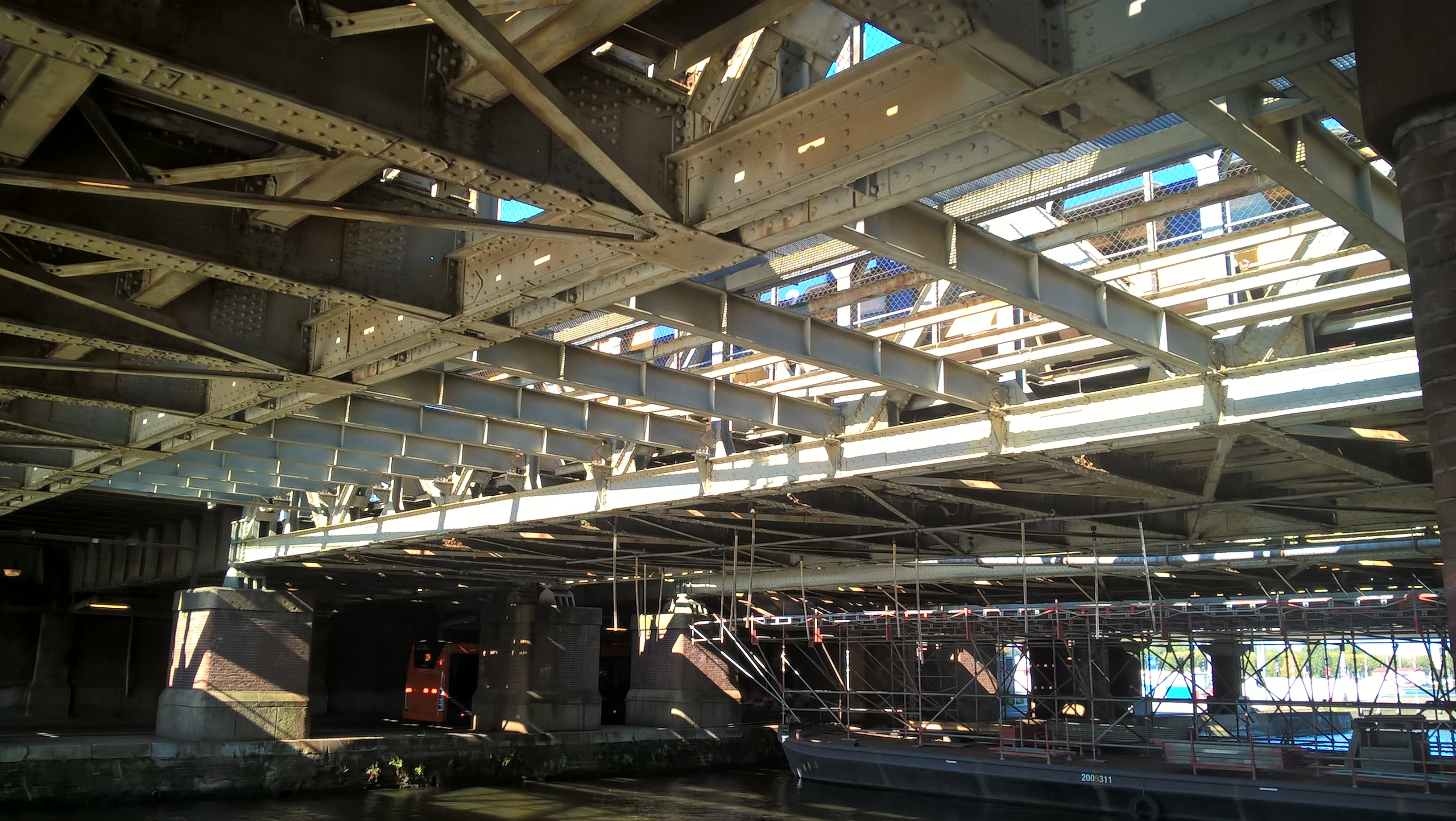
De onderkant van de stalen bruggen.
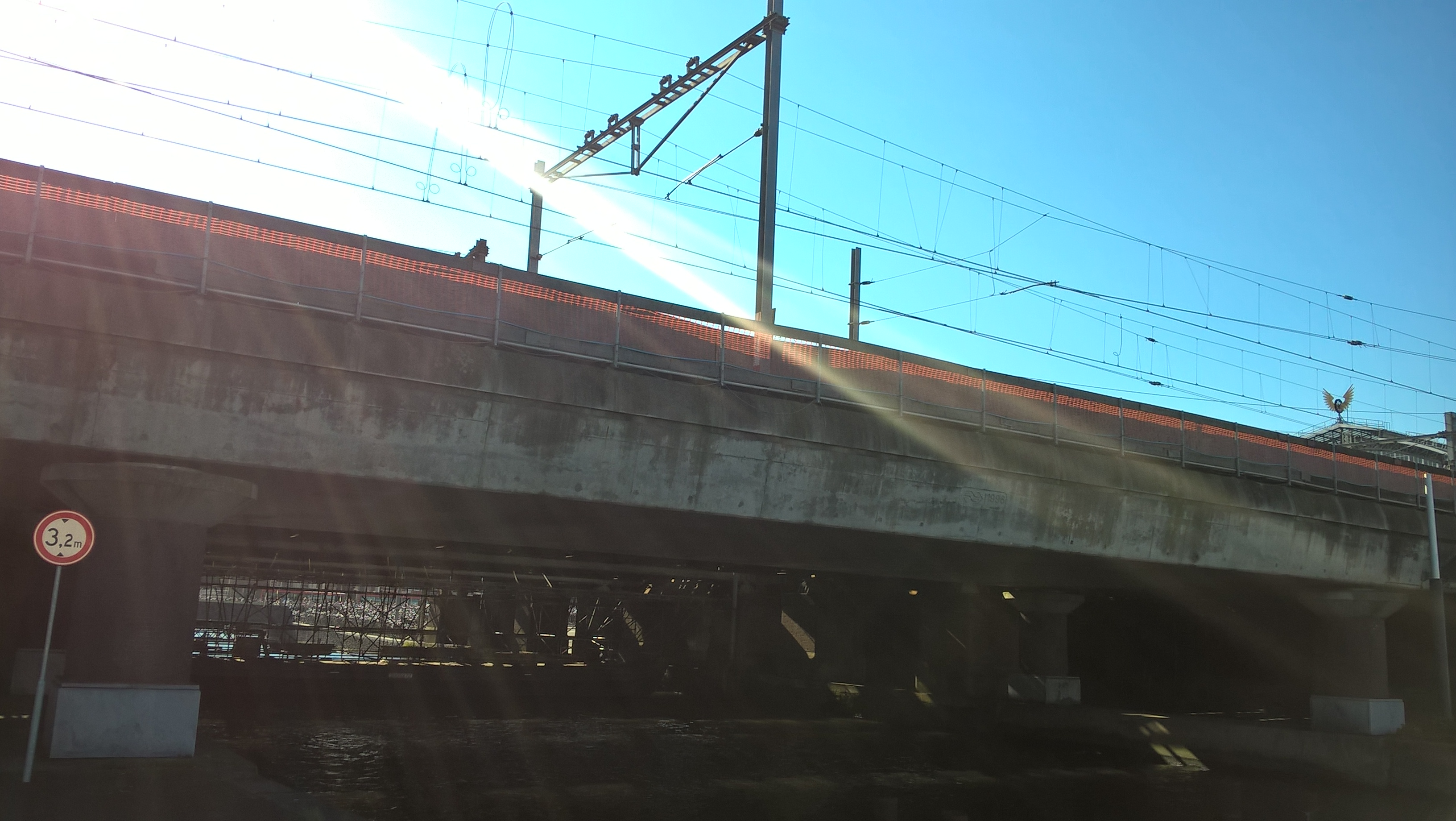
Vanaf het noorden gezien, met de betonnen brug voor.